# John Sell Cotman

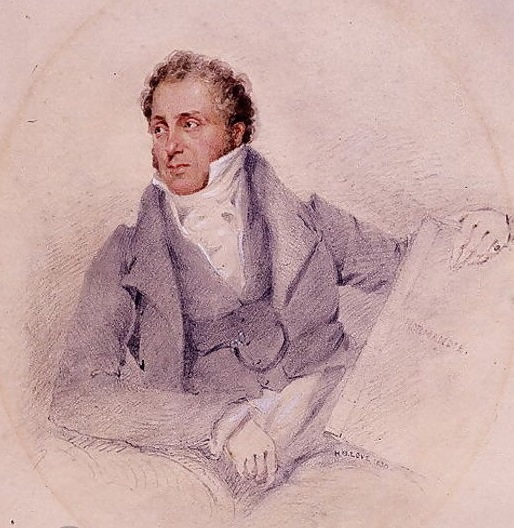
Zelfportret met het boek Normandy

John Sell Cotman (Norwich, 16 mei 1782 - Londen, 24 juli 1842) was een Engels kunstschilder. Hij wordt gerekend tot de romantiek en werd vooral bekend door zijn landschappen en marinewerken. Samen met John Crome behoorde hij tot de grondleggers van de Norwich School.

## Leven en werk
Cotman was de zoon van een handelaar en lakenkoopman. Voorbestemd om ook in de handel ta gaan, koos hij echter voor een carrière als kunstschilder. Hij was grotendeels autodidact. In 1797-1798 ging hij naar Londen, waar hij beïnvloed werd door het werk van de jonge William Turner en Thomas Girtin. In 1800, achttien jaar oud, exposeerde hij reeds zijn eerste werk bij de Royal Academy of Arts. In 1802 keerde hij terug naar Norwich en richtte daar een jaar later, samen met  Robert Ladbrooke en John Crome, de Norwich Society of Artists op, later bekend als de Norwich School. De leden van het genootschap waren vooral actief vooral in het landschap in de omgeving van Norwich en het wijdere Norfolk. Hun werk zou, samen met dat van John Constable toonaangevend worden binnen de Engelse romantiek.
In 1818 en 1819 bezocht Corman Normandië, waar hij ook veel schetsen en etsen maakte. Na deze periode werd zijn werk lichter. Steeds vaker werkte hij ook in waterverf. Van 1812 tot 1823 woonde hij in Great Yarmouth, waar hij ook veel marinewerken maakte. In 1834 ging hij naar Londen en werd daar tekenleraar aan King's College School. Hij overleed in 1842, 60 jaar oud. Zijn zoons Miles Edmund Cotman en John Joseph Cotman werden eveneens kunstschilder.

## Galerij

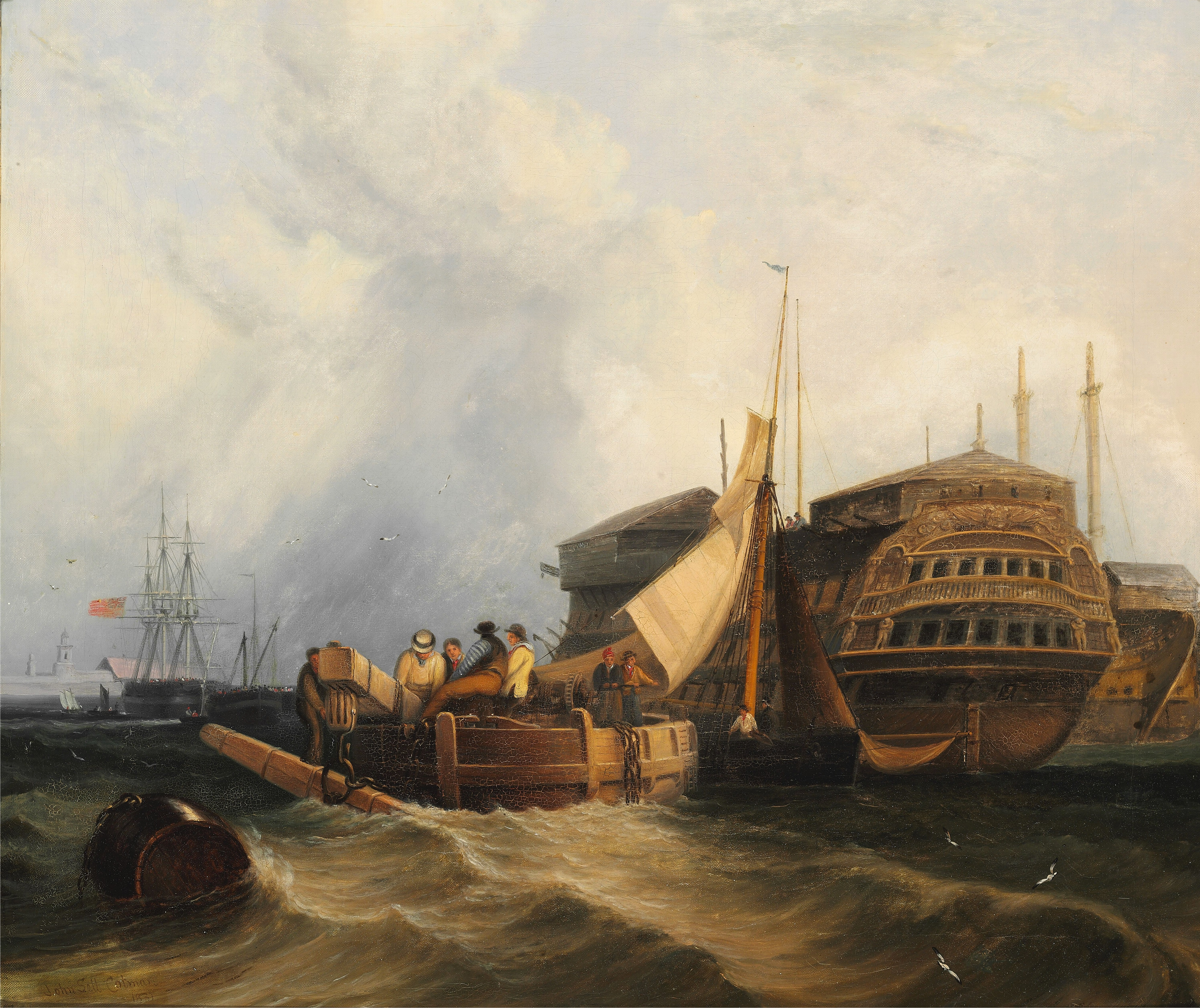
Harbour scene
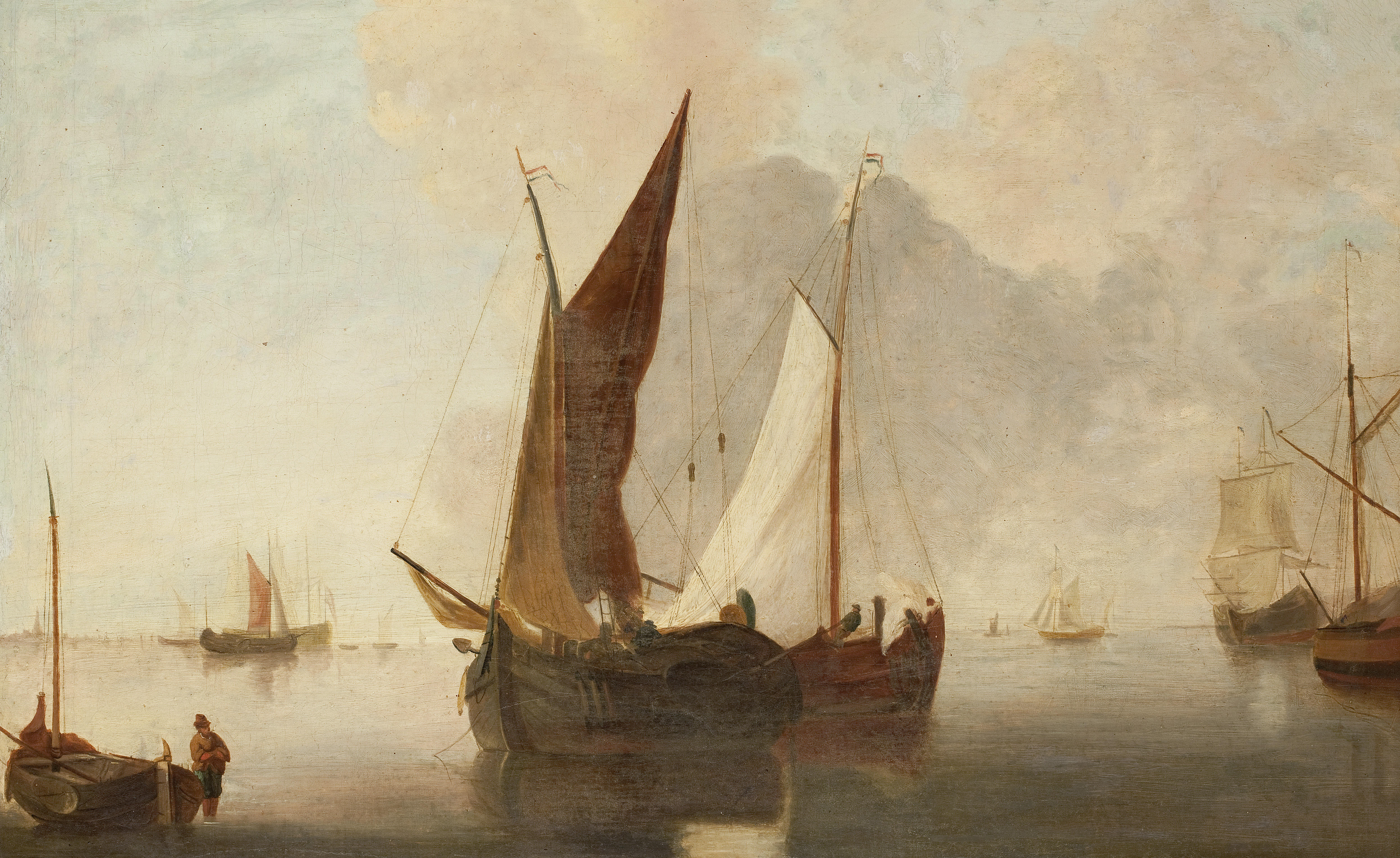
The Passing Boats
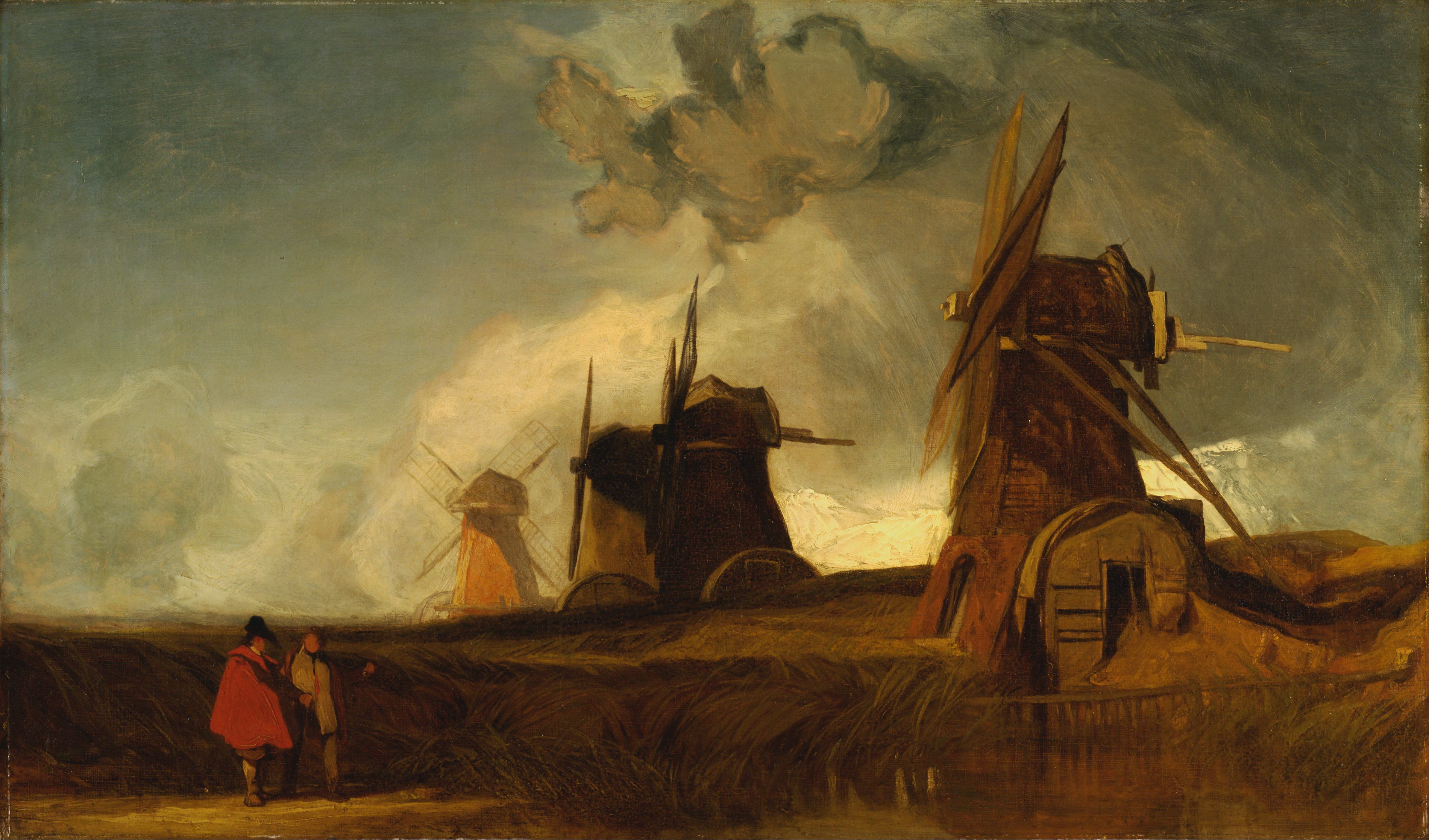
Drainage Mills in the Fens, Croyland, Lincolnshire